# GA Motorsport
GA Motorsport – były brytyjski zespół wyścigowy, startujący w latach 1987-1990 w Mistrzostwach Międzynarodowej Formuły 3000. Poza tym zespół pojawiał się także w stawce Brytyjskiej Formuły 3000. 
W pierwszym sezonie startów jedynie Julian Bailey zdobywał punkty (ponadto zwyciężył jeden z wyścigów). Uzbierane 13 punktów dało mu siódme miejsce w klasyfikacji generalnej, a zespołowi również siódmą pozycję. Rok później zwycięstwo dla zespołu wywalczył Gregor Foitek, który uplasował się na siódmym miejscu w klasyfikacji kierowców. Claudio Langes był piętnasty, a zespół - szósty. W 1989 roku żaden z kierowców nie stał na najwyższym stopniu podium, jednak Eric van de Poele uzbierał łącznie 19 punktów, które mu dały piąte miejsce w klasyfikacji końcowej. Zespół był tym razem czwarty. Jednak Eric van de Poele sukces miał odnieść dopiero rok później, kiedy to został wicemistrzem serii. Zwyciężył w trzech wyścigach i uzbierał łącznie trzydzieści punktów. Poza nim nikt w ekipie nie punktował. Wystarczyło to ekipie na trzecie miejsce w klasyfikacji zespołów. W 1991 roku zespół nie zdobywał już punktów.